# Carmelo Juan Giaquinta
Carmelo Juan Giaquinta (* 22. Juni 1930 in Buenos Aires; † 22. Juni 2011) war ein argentinischer Geistlicher und römisch-katholischer Erzbischof von Resistencia.

## Leben
Carmelo Juan Giaquinta empfing am 4. April 1953 die Priesterweihe für das Erzbistum Buenos Aires.
Papst Johannes Paul II. ernannte ihn am 11. März 1980 zum Weihbischof in Viedma und Titularbischof von Zama Minor. Der Erzbischof von Buenos Aires, Juan Carlos Kardinal Aramburu, spendete ihm am 30. Mai desselben Jahres die Bischofsweihe; Mitkonsekratoren waren Miguel Hesayne, Bischof von Viedma, und Octavio Nicolás Derisi, Weihbischof in La Plata. 
Am 16. Juni 1986 wurde er zum Bischof von Posadas ernannt. Am 22. März 1993 wurde er zum Erzbischof von Resistencia ernannt und am 6. Juni desselben Jahres in das Amt eingeführt. Von seinem Amt trat er am 1. April 2005 zurück.

## Schriften
- Opresión y liberación en la óptica de la Iglesia primitiva. In: Guillermo Garlatti, Rubén Darío García, Carmelo Juan Giaquinta, José Ángel Rovai, Pablo Sudar, Gerardo Tomás Farrell (Hrsg.): Evangelización y liberación (= Teología (Sociedad Argentina de Teología). Band 1). Ediciones Paulinas, Buenos Aires 1986, ISBN 978-950-09-0640-1, S. 113–128.